# Tubeless

Doorsnede van een tubeless band.

Tubeless is de (Engelse) benaming in de bandenwereld voor een band waar geen binnenband aanwezig is. 
Tubeless banden worden hoofdzakelijk gebruikt bij auto's en motorfietsen. Deze banden hebben een luchtdichte velg nodig. De binnenbandloze buitenband wordt met zijn wangen tegen de randen van de luchtdichte velg opgepompt en houdt zodoende de lucht vast.
Motorfietsen voorzien van gespaakte velgen, de motorfietsen die zowel voor weg- als terreingebruik geschikt zijn, hebben veelal nog een binnenband nodig omdat deze spaakvelgen niet luchtdicht zijn.

## Tubeless autoband
De binnenbandloze autoband werd uitgevonden door Francis Holton uit Ohio, en kreeg op 8 augustus 1911 het miljoenste patent uitgegeven door het US Patent and Trademark Office.

## Tubeless fietsband
De ontwikkeling van de tubeless fietsband heeft zijn oorsprong in de ATB-wereld, de mountainbike sport, in het bijzonder de down-hill discipline. Bij down-hill rijden kan een binnenband gekneld raken tussen de velg en de buitenband als de achterband tegen een rotspunt of een ander hard obstakel slaat. Daardoor ontstaat een zogenaamd stootlek (of snake-bite-lek), wat niet meer mogelijk is met een tubelessband en aangepaste velg. Vanuit deze ontwikkeling heeft men nu ook voor de racefiets een dergelijke luchtdichte velg met een binnenbandloze buitenband gefabriceerd.